# Acarosporales
Acarosporales é uma ordem de fungos da classe Lecanoromycetes. Análises filogenéticas com recurso às sequências tanto do gene codificador de proteína RPB2 como dos genes ribossómicos do núcleo, colocam esta ordem na subclasse Acarosporomycetidae.